# وولا ژارچتسکا
وولا ژارچتسکا (به لاتین: Wola Żarczycka) یک روستا در لهستان است که در گمینا نووا ساژنا واقع شده‌است. وولا ژارچتسکا ۳٬۷۹۳ نفر جمعیت دارد.